# PIIGS

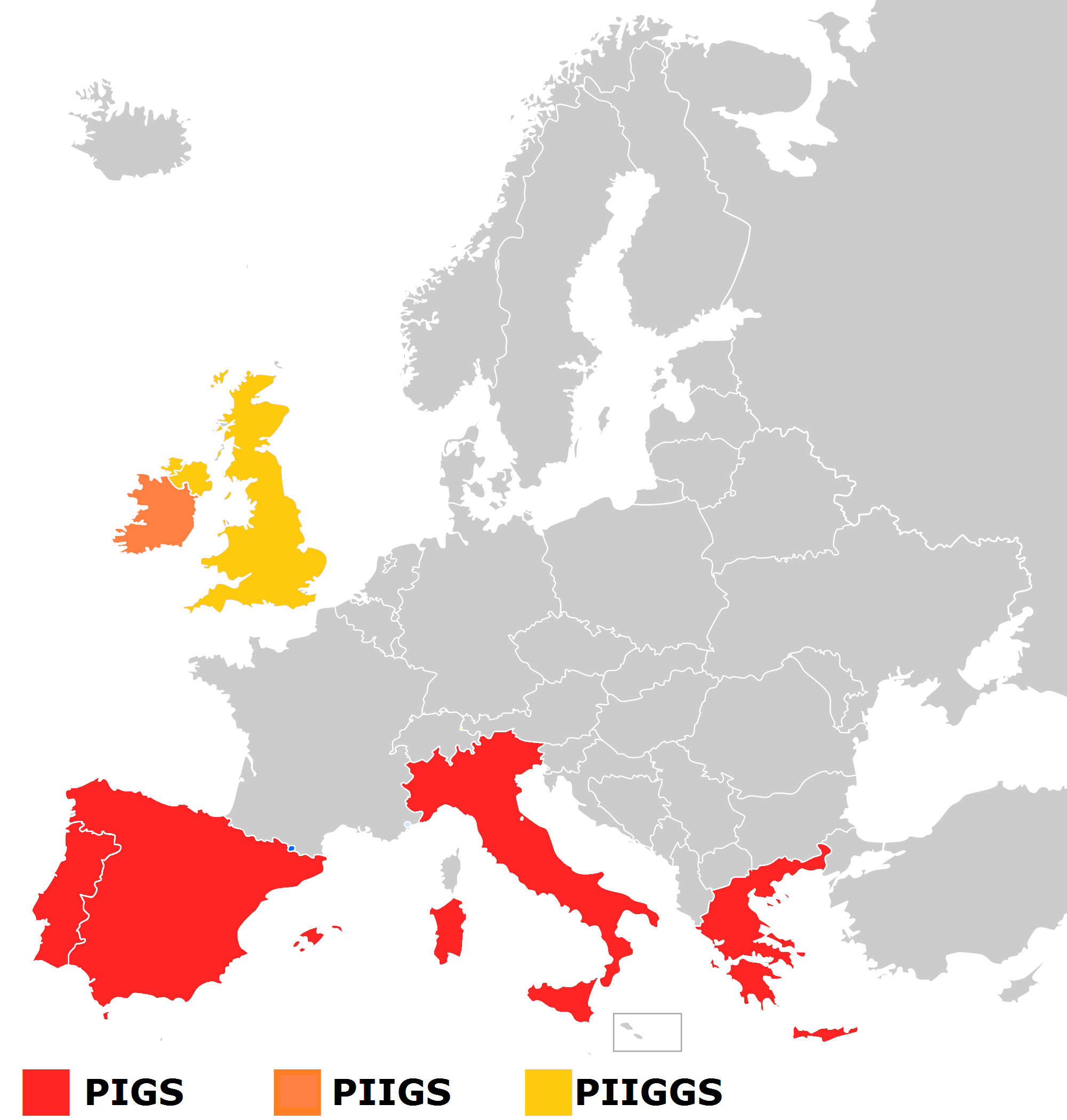
Die sogenannten PIIGS-Staaten auf der EU-Landkarte

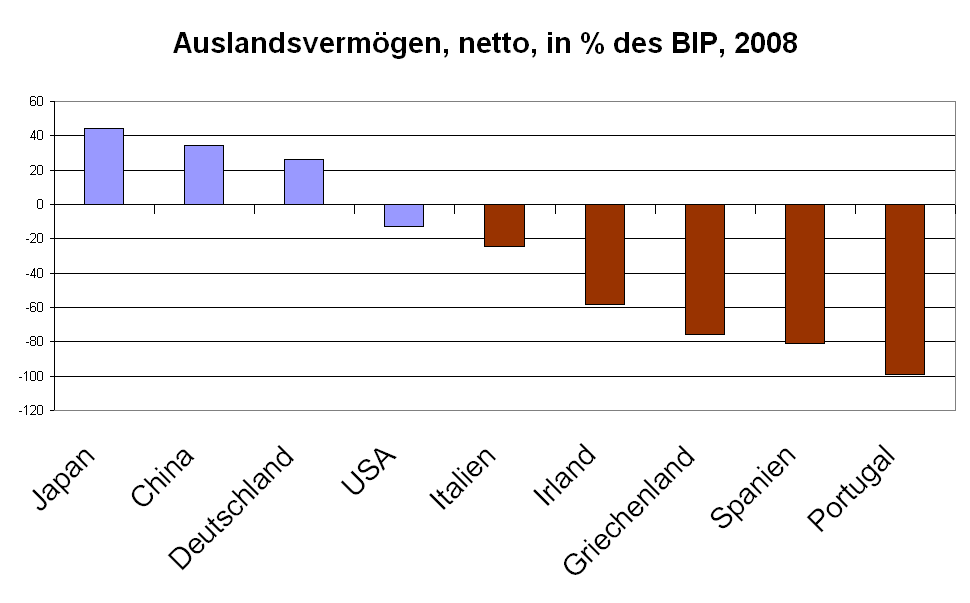
Nettoauslandsposition (Vermögen oder Schulden) gegenüber dem Rest der Welt einiger PIIGS und anderer Staaten

Die Abkürzung PIIGS ist eine während der Eurokrise 2010 für die fünf Euro-Staaten Portugal, Italien, Irland, Griechenland und Spanien entstandene Abkürzung.

## Allgemeines
Den Staaten wird unterstellt, sie hätten eine so hohe Staatsverschuldung, so dass ihnen der Staatsbankrott drohe (siehe Liste der Länder nach Staatsschuldenquote). Da die Bezeichnung an das englische Wort pigs (deutsch „Schweine“) erinnert, hat sie die Rolle eines abwertend konnotierten Akronyms.
Ursprünglich wurde im Jahre 2008 von angelsächsischen Journalisten auch der Begriff der PIGS-Staaten verwendet. Hierin stand das „I“ für Italien.
Gelegentlich wird auch das ebenfalls herabwürdigend gemeinte Akronym GIPSI verwendet (erinnernd an englisch gypsy = Zigeuner), teilweise mit einem weiteren I für Island, obwohl dieser Staat nicht Mitglied der EU ist und eine eigene Währung hat. Ebenfalls wird – selten – das Akronym um ein weiteres G zu PIIGGS erweitert, um auch Großbritannien (eigentlich Vereinigtes Königreich) mit einzubeziehen. Eine andere Variante ist die Reihenfolge GIIPS, wo das G für Griechenland an erster Stelle genannt ist. Nimmt man das ebenfalls hoch verschuldete Belgien hinzu, entsteht mit dem Akronym BIG SIP (deutsch „großer Schluck“) eine eher neutrale Bezeichnung.
Aufgrund des despektierlichen Charakters wurde der Begriff, insbesondere in der Öffentlichkeit der betroffenen Staaten, wiederholt kritisiert.

## Statistik
Die Staatsschuldenquoten der PIIGS-Staaten stellen sich wie folgt dar:
| Staat        | Staatsschuldenquote in % des Bruttoinlandsprodukts 2015 | Staatsschuldenquote in % des Bruttoinlandsprodukts 2022 |
| ------------ | ------------------------------------------------------- | ------------------------------------------------------- |
| Portugal     | 131                                                     | 116                                                     |
| Italien      | 135                                                     | 145                                                     |
| Irland       | 77                                                      | 45                                                      |
| Griechenland | 179                                                     | 177                                                     |
| Spanien      | 103                                                     | 112                                                     |

Gemäß Art. 126 Abs. 2b AEUV in Verbindung mit den EU-Konvergenzkriterien dürfen Staatsschulden nicht mehr als 60 % des Bruttoinlandsprodukts betragen. Nur Irland, dessen Staatsschuldenquote 2015 ohnehin die geringste der PIIGS-Staaten war, erfüllte 2022 das aus dem Europarecht stammende ökonomische Staatsziel. 